# Liste der Kulturgüter in Fahrwangen
Die Liste der Kulturgüter in Fahrwangen enthält alle Objekte in der Gemeinde Fahrwangen im Kanton Aargau, die gemäss der Haager Konvention zum Schutz von Kulturgut bei bewaffneten Konflikten, dem Bundesgesetz vom 20. Juni 2014 über den Schutz der Kulturgüter bei bewaffneten Konflikten sowie der Verordnung vom 29. Oktober 2014 über den Schutz der Kulturgüter bei bewaffneten Konflikten unter Schutz stehen.
Objekte der Kategorie A sind im Gemeindegebiet nicht ausgewiesen, Objekte der Kategorie B sind vollständig in der Liste enthalten, Objekte der Kategorie C fehlen zurzeit (Stand: 1. Januar 2023). Unter übrige Baudenkmäler sind weitere geschützte Objekte zu finden, die in der Bau- und Nutzungsordnung der Gemeinde verzeichnet und nicht bereits in der Liste der Kulturgüter enthalten sind.

## Kulturgüter
| Foto |                                                              | Objekt                                   | Kat. | Typ | Standort                   | Beschreibung |
| ---- | ------------------------------------------------------------ | ---------------------------------------- | ---- | --- | -------------------------- | --- |
| BW   | Datei hochladen · Wikidata zu Hallwilgedenkstein (Q29575988) | Hallwilgedenkstein KGS-Nr.: 15368        | B    | K   | Richtplatz 660703 / 238084 | 1924 im Auftrag von Wilhelmina von Hallwyl aufgestellter erratischer Block mit eingemeisseltem Wappen und Inschrift. Erinnert an die hohe Gerichtsbarkeit der Herren von Hallwyl. |
| BW   | Datei hochladen · Wikidata zu Hallwilgedenkstein (Q29575986) | Hallwilgedenkstein KGS-Nr.: 15369        | B    | K   | Galgenrain 661832 / 238482 | 1924 im Auftrag von Wilhelmina von Hallwyl aufgestellter erratischer Block mit eingemeisseltem Wappen und Inschrift. Erinnert an die hohe Gerichtsbarkeit der Herren von Hallwyl. |
| BW   | Datei hochladen · Wikidata zu Brunnenanlage (Q29575982)      | Brunnenanlage KGS-Nr.: 15370             | B    | K   | Richtplatz 660697 / 238113 | 1714 errichteter Brunnen mit langem Rechtecktrog und Brunnensäule an der Breitseite.                                                                                              |
| BW   | Datei hochladen · Wikidata zu Nunneli (Q105396449)           | Eisenzeitlicher Grabhügel KGS-Nr.: 15371 | B    | F   | Nunneli 660160 / 239665    | |

## Übrige Baudenkmäler
| ID   | Foto |                 | Objekt                                    | Typ | Standort                                  | Beschreibung |
| ---- | ---- | --------------- | ----------------------------------------- | --- | ----------------------------------------- | ------------ |
| 2    | BW   | Datei hochladen | 3 alte Grenzsteine (16./18. Jh.)          | K   | Bühlmatteweg, Richtplatz 660703 / 238127  |              |
| 902  | BW   | Datei hochladen | Gemeindehaus (ehemaliges Schulhaus, 1852) | G   | Aescherstrasse 2 660697 / 238478          |              |
| 903  | BW   | Datei hochladen | Ehemaliges Untervogtshaus (1791/92)       | G   | Eggenstrasse 12–14 660647 / 238714        |              |
| 904  | BW   | Datei hochladen | Ehemalige Strohwarenmanufaktur (1896)     | G   | Sarmenstorferstrasse 8 660824 / 238609    |              |
| 905  | BW   | Datei hochladen | Bauernhaus (1905)                         | G   | Alte Bettwilerstrasse 5 661119 / 238371   |              |
| 906  | BW   | Datei hochladen | Ehemaliges Gasthaus «Rössli» (um 1795)    | G   | Alte Bettwilerstrasse 2–4 661094 / 238324 |              |
| 907  | BW   | Datei hochladen | Bauernhaus/Hochstudhaus (spätes 18. Jh.)  | G   | Schongauerstrasse 10 661058 / 238368      |              |
| 913B | BW   | Datei hochladen | Brunnen (1861)                            | K   | Vordergasse 660870 / 238313               |              |
| 913C | BW   | Datei hochladen | Brunnen vor dem ehem. Gasthaus «Rössli»   | K   | Alte Bettwilerstrasse 2–4 661100 / 238333 |              |
| 915  | BW   | Datei hochladen | Ehemaliges Pfarrhaus                      | G   | Bahnhofstrasse 26 660558 / 238570         |              |

Legende: Siehe Legende der Liste der Kulturgüter von nationaler und regionaler Bedeutung. Anstelle der KGS-Nummer wird als Objekt-Identifikator (ID) die Inventar- oder Gebäudenummer in der Bau- und Nutzungsordnung der Gemeinde verwendet.